# Presqu'île du Prince de Galles
Pour les articles homonymes, voir Prince de Galles (homonymie).
La presqu'île du Prince de Galles est située à l'extrémité sud de la péninsule Courbet, dans la partie nord-est de la Grande Terre, l'île principale de l'archipel des Kerguelen, dans les Terres australes et antarctiques françaises.

## Toponyme
Le capitaine James Cook lui attribua ce nom en 1776 en l'honneur du prince de Galles, le futur George IV d'Angleterre.

## Géographie
Entre la pointe Guite et la pointe Suzanne, nommées ainsi en hommage aux sœurs, Marguerite et Suzanne Levallois, épouses respectives de Henri et de Raymond Rallier du Baty, la presqu'île du Prince de Galles forme un relief régulier qui s'étend sur environ 13 km d'ouest en est, de part et d'autre d'une ligne de crête culminant à 247 m : la côte sud qui domine la passe Royale à l'entrée du golfe du Morbihan est escarpée, le versant nord descend en pente assez douce jusqu'au rivage de la baie Norvégienne. Cette presqu'île est reliée au reste de la péninsule Courbet par un isthme de faible altitude, l'« isthme Bas ».
Du côté nord, la relative monotonie de la topographie est interrompue par une série de pointements rocheux : roche Brisée, roche Verte, roche Phonolite et quelques dykes sans nom dégagés par l'érosion, alignés à mi-pente dans l'axe principal de la presqu'île. Sur la face sud, au niveau du cap Milon, apparaît l'un rares affleurements sédimentaires de l'archipel sur environ 50 m d'épaisseur, avec un horizon fossilifère marin d'âge miocène. Le cap de la pointe Suzanne est remarquable pour ses arches basaltiques.
La faune, à défaut d'être représentée par de grandes concentrations de population, se signale par sa diversité : grands albatros, pétrels géants subantarctiques, manchots papous, cormorans, otaries, éléphants de mer, etc.
Depuis Port-aux-Français, pointe Suzanne est accessible par une piste d'environ 23 km qui après avoir parcouru l'isthme Bas, rejoint la crête de la presqu'île. Cette piste peut être empruntée par des véhicules tout-terrain ou des tracteurs. La partie de la presqu'île du Prince de Galles autour de pointe Suzanne est un secteur où ont été menées diverses recherches scientifiques, tout d'abord en géophysique puis dans d'autres domaines, notamment en écologie et en biologie. Le site dispose de deux cabanes permettant l'hébergement des opérateurs.